# Zilverkoorts
Zilverkoorts is een term die in overdrachtelijke zin gebruikt wordt voor een stormloop naar een gebied en daarmee een periode van verhoogde migratie van arbeiders naar dat gebied waar een ontdekking van commerciële hoeveelheden zilver is gedaan.
Bekende opstoten van zilverkoorts vonden plaats in Mexico, Argentinië, de Verenigde Staten (Colorado, Nevada, Californië), en Canada (Ontario en het district Kootenay in Brits-Columbia). Verschillende bekende toeristensteden danken hun bestaan aan de zilverkoorts, en het land Argentinië dankt zijn naam aan het Latijnse woord voor zilver, argentum.

## Geschiedenis
In de oudheid werd er al zilver gewonnen, zoals op het schiereiland Attika bij Athene, Griekenland.  De zilvermijnen van Laurion werden door hun exploitatie beroemd, en hielpen met de opbouw van de stadstaat Athene.
Ook in de Nieuwe Wereld wordt de term gebruikt. Ondanks het bekende beeld van de goudkoorts is de geschiedenis van deze steden in het westen van de VS veel meer bepaald geweest door zilver dan door goud.  Dit kan deels verklaard worden door de andere ertsen die vaak samen met zilver gevonden worden zoals, lood, tin en koper.

## Voorbeelden

### Canada

#### Brits-Columbia
- Nelson
- Kaslo
- Slocan
- New Denver

#### Ontatio
- Cobalt ("De zilverhoofdstad van Canada")

### Mexico

#### Sonora
- Planchas de Plata district (1736). "Planchas de Plata" betekent "platen zilver".

#### Zacatecas
- Zacatecas (1549)

### Verenigde Staten van Amerika

#### Californië
- Calico Mountains (±1880)

#### Colorado
- Argentine district (1865)
- Aspen
- Caribou (1869)
- Telluride
- Leadville (1879)

#### Nevada
- Comstock Lode (1859) en Gold Hill, onder wat nu Virginia City heet.